# Бить баклуши
«Бить баклуши» — классический пример фразеологизма, означающего «бездельничать, бесполезно проводить время». Синонимы: валять дурака, лодыря гонять, груши околачивать, плевать в потолок, ворон считать, сидеть сложа руки, лежать на печи, балду бить, пинать, палец о палец не ударить, лоботрясничать. Слово баклуши является диалектным, поэтому в нормативной речи употребляется только в данном выражении.
Версии первоначального значения:
- Сбивать брошенной палкой установленные на землю небольшие деревянные чурки (баклуши) при игре в городки[4].
- Делать заготовки (баклуши) долблёной[7] посуды (ложек, чашек), производство которой было распространено в Нижегородской и Костромской губерниях[8][9]. Достоверность этой традиционной версии в настоящее время подвергается сомнению, так как не имеется других фольклорных примеров, в которых бы простая работа сравнивалась с бесполезным делом[4].
- Ударять клюшками (баклушами) по похожему на деревянную миску музыкальному инструменту.
- Бить палкой по лужам (баклушам) или бросать в них камни.

## Баклуши
Баклу́ша в диалектных говорах — это обрубок древесины (в основном липовой,осиновой или берёзовой), обработанный для выделки различных долблёных деревянных изделий (ложек, чашек и другой утвари). Баклушный промысел в начале XX века был особенно развит в Семёновском уезде Нижегородской губернии и Макарьевском уезде Костромской губернии. Промысел имел старинную и весьма прочную организацию, в основе которой лежит проведенное до мелочей начало разделения труда.
Процесс изготовления ложек Энциклопедический словарь Брокгауза и Ефрона описывает так:
Обделка сырого материала в ложку распадается на следующие операции:
1. приготовление баклуши — обтеска отрубков, причем один конец их делается округленным (у большинства) или продолговатым (у кленовых и пальмовых «носковых» ложек), другой же срезается, с обеих сторон, наполовину по толщине, что производится 7-10-летними детьми, по 70-100 штук в день;
2. «баклуша теслится» [Пальмовые баклуши предварительно варятся в котле, чтобы они «разопрели», то есть сделались мягче; их теслят взрослые по 80-100 штук в день.], то есть долбится теслом — род долота, надетого на ручку, как топор, с полукруглым острием — для чего она вкладывается «затылком» широкого округленного конца в углубление стула (отрубка от бревна), натертое мелом или обклеенное сукном, чтобы баклуша не скользила; теслят 10-15-летние подростки по 100—150 штук в день;
3. потом баклуша переходит в руки взрослого рабочего, в основном домохозяина, который обрезывает её с внешней стороны длинным ножом и округляет черенок и шарик на его конце («коковку») и
4. резцом вырезывает начисто углубление в овале, сделанное теслом;
5. дальнейшая отделка производится домохозяйкой, которая перебирает ложки (около 1000 в день) и ножом соскабливает шероховатость и негладкость на их затылках, и затем
6. взрослыми рабочими окончательно исправляются ножом неровности ложки; местами ложки разрисовываются девушками, или же на ложках («хлыстовках») наводятся куриным пером, мумией на квасе, струйки в подражание строению рябинового дерева. Из кубической сажени плах выделывается до 9000 ложек, а из пуда пальмы (самшит) 35-40 штук. Выделанные ложки, по 500 и 1000 штук, укладываются в «дощанки» — корзинки, сплетённые из лучины, и в таком виде идут на рынок. От скупщиков уже поступают к завивальщикам для обтачивания коковок, округления черенков и нарезки рубчиков. В Семёновском уезде этим занимаются исключительно 300 жителей. Опытный мастер «затачивает» в день 600—800 пальмовых и кленовых ложек, 1500 штук ольховых и осиновых и около 3000 березовых.

В посёлке городского типа Семибратово Ярославской области находится музей баклуши.
Выражение «бить баклуши» возникло в связи с тем, что начальные этапы изготовления деревянной утвари — раскалывание чурбанов на баклуши, обтёсывание баклуши вчерне, проводились не ремесленником, а подмастерьем или даже ребёнком. Первоначально выражение имело смысл делать очень несложное дело (тачать болванки), а позже приобрело иной смысл — бездельничать, праздно проводить время.